# Lewis and Clark Village
Lewis and Clark Village è un villaggio degli Stati Uniti d'America, situato nello Stato del Missouri, nella contea di Buchanan.